# 喬·布羅克
喬·布羅克（Joe Bullock，1955年4月13日—）是一位澳洲政治人物，他的黨籍是澳洲工黨。自2014年開始，他是代表西澳大利亞州的澳大利亞參議院議員之一。他畢業於雪梨大學。